# George Bălăiță

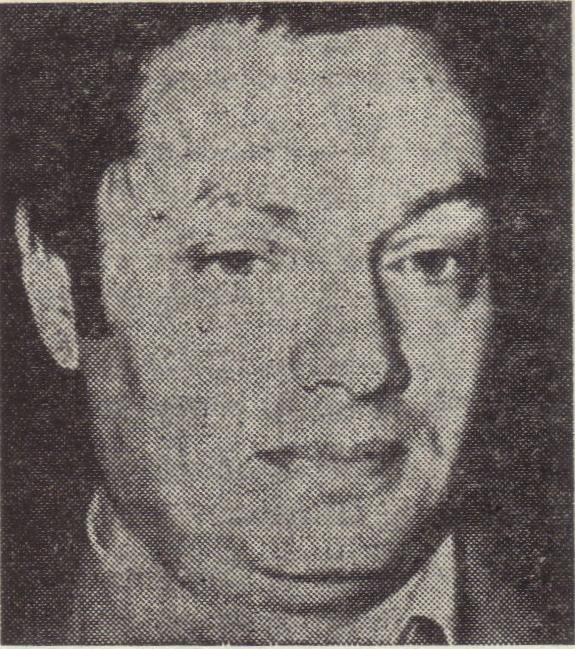
George Bălăiță în tinerețe

George (Gheorghe) Bălăiță (n. 17 aprilie 1935, Bacău, România – d. 16 aprilie 2017, București, România) a fost un romancier român. Bălăiță a fost unul dintre prozatorii clasici ai literaturii române contemporane. 

## Biografie
A urmat cursurile Institutului de Cultură Fizică din București (1953-1955) si a absolvit Facultatea de Filologie din Iași (1967). A lucrat ca desenator tehnic, profesor suplinitor și instructor metodist. Debut publicistic în revista „Luceafărul” (1960). Editorial, debutează cu volumul Călătoria (1964) - proze scurte tradiționale, tributare unui moment literar tezist. Se reține schita Tatăl, baiatul si o zână de lut. Din 1964, este redactor, apoi redactor-sef adjunct la ”Ateneu”. În 1979 se mută la Bucuresti, ca secretar al Uniunii Scriitorilor. Din 1980 este Director al Editurii Cartea Românească. Bursier al Universității din Iowa-City (SUA, 1980). Conversând despre Ionescu (1966) și Întâmplări din noaptea soarelui de lapte (1968), vol. de proze scurte, sunt texte care prefigurează, prin exploatarea perceptiei infantile sau prin tehnicile de banalizare a absurdului, hiperestezia specifică romanelor. Lumea in două zile (1975) descrie două fețe ale realului în unitatea lor contradictorie, domesticul și demonicul, din punctul de observație privilegiat al cumpenei, observare nu de dincolo de existență, ci în numele ei. Cu Ucenicul neascultător (1977), se încearcă ridicarea personajelor în zona mitului sau măcar a legendei, prin frecvente referiri la literatură, tradiții, basme, prin parafraze și citate încorporate, livresc, uneori ostentativ (din Dicționarul Scriitorilor Români, coord. Mircea Zaciu).
- Premiul Uniunii Scriitorilor (1975);
- Premiul "Ion Creangă" al Academiei Române (1977).[6]

Opinii critice:
”Ai senzația uneori că Bălăiță, alergic la orice simptom de statornicie și fixare, agasat de prezența implacabilă a factorului timp și de regulile de neeludat în scris ale consecuției, ar dori ca toate aceste modificări din zona expresiei să fie executate și mai repede decît sînt. Dacă s-ar putea, să se manifeste toate odată: o veritabilă nevropatie a simultaneității. Scriitorul contrapune puterii lumești (politice și sociale) acest soi de demiurgie a creatorului de literatură, capabil - simte el - de concomitență și ubicuitate. S-a putut astfel avansa teza că romanele lui Bălăiță ar reprezenta cel mai bogat inventar de procedee și proceduri stilistice din proza românească. Sub această incidență, pînă și dedublarea de către autor a personalității lui Antipa-domesticul cu o nebănuită ipostază demonică, irațională, tulbure, ni se arată a fi consecința aceleiași repulsii față de unicitate: "Vreau doar să arăt cum într-o singură ființă aceste două stări sînt active și într-un echilibru relativ, care face tocmai farmecul speciei". Farmecul speciei noastre pare a fi, iată, o temă importantă a pledoariei pe care o schițează în subsidiar fiecare din romanele lui George Bălăiță”. (Eugen Negrici)
”Proza lui George Bălăiță angajează întotdeauna cititorul într-un discurs flamboaiant, multietajat laborios, cu decolări labirintice din locurile neașteptate, cu filigrane sofisticate, toate parte dintr-un banchet al vieții din care ai impresia că nu lipsește nimeni și nimic. Misterul, numai el, amenință câteodată armonia detaliilor unei existențe oricum prea-pline. Senzația de viață ce dă pe dinafară, dar și vidul zgomotos deopotrivă rămân principalele coordonate ale intrigii din proza lui George Bălăiță. El a inaugurat în proza noastră dezordinea modernă, poetica haosului cu ambiția chintesenței. Cum altfel să faci ordine în haos? Privită îndeaproape, literatura scriitorului băcăuan operează la nivelul viziunii cu dezordinea. Un concept manierist, ce făcea istorie în artă de multă vreme. Dacă tragem linie, intuițiile lui Bălăiță din proză țintesc două lucruri: primul, de extracție franceză, că lumea e simultaneitate și existențialismul răspunde cel mai fidel interogațiilor. Al doilea, că lumea nu e altceva decât labirint. Joyce, ca influență netăgăduită, proiecta, în fapt, exilarea din labirintul timpului prin dilatarea clipei în detaliu interior. Scriitorul român mixează tendințele cu subtilitate, adăugând idei și fragmente livrești, așa încât structura romanescă rezultată beneficiază și azi de studii elogioase, mereu diversificate și nelămurite (...) În proza lui George Bălăiță citim anchete în oglinzi deformate. De aici și farmecul scriiturii. Exagerarea, arabescurile, deturnarea, excesul și multe altele captează adevăruri și vinovății în sensuri dizarmonice ce dau, paradoxal, noima întregului. Alături de extravaganța malefică, trebuie numaidecât să situăm problema inocenței. În lumea modernă nimic nu rămâne nealterat, scriitorul știe asta mai bine decât toți. Necesitatea revoltei și a haosului se anunță vitale. Noua lume, dislocată, va contribui stenic la autenticitatea redescoperită”. (Marius Mihet)”. 
„Bălăiță este un prozator lent, nu doar în sensul că scrie rar, ci și în sensul că intriga prozelor sale merge la pas, pe jos, cum s-ar zice, ignorând mijloacele moderne de transport, ocolește, amână, suspendă încheierile epice, pare a se rătăci în detalii, revenind însă de fiecare dată, când te aștepți mai puțin, la firul principal, care se înnoadă și se deznoadă la infinit. În teoria clasică a prozei se vorbea de episoade. Aceste insule relativ autonome dintr-o narațiune sunt numeroase la George Bălăiță. Cam ca în Don Quijote sau în Tristram Shandy. Sau ca, de ce nu, în Budulea taichii a lui Slavici. O altă caracteristică este dilatarea evenimentelor, ca și cum ar fi puse sub lupă. Detaliile își sporesc considerabil dimensiunile, sar literalmente din pagină, gesturile cele mai firești se descompun, filmate cu încetinitorul. Prozatorul lungește povestea, purtându-și, așa zicând, cititorul cu vorba. Aceste redimensionări creează impresia că evenimentele și personajele aparțin unui plan fabulos. Există, desigur, imixtiuni parșive în ordinea normală a lucrurilor, dar proza lui George Bălăiță este una funciar realistă. Ceea ce vrea să spună că are un puternic atașament la realitatea cotidiană”. (Nicolae Manolescu)
Lumea în două zile este lumea cu două fețe: domestică și infernală. Trăite pe rând de Antipa, ele sunt în fond inseparabile. Romanul se bazează pe această parabolă a sufletului uman, dublu și contradictoriu: banal și extraordinar, supus și revoltat, lumesc și diavolesc. (...) Rareori un romancier a zugrăvit cu mai mult talent atmosfera și bucuriile domesticității decât George Bălăiță în primele două sute de pagini ale Lumii în două zile. Câțiva ani după acest roman, Gunter Grass a evocat în Der Butt istoria unui cuplu care traversează aceleași provincii încântătoare, stupide, pline de farmec și plictisitoare ale domesticității. Unele pagini sunt remarcabil de asemănătoare, până și în tonul aproape solemn în care se oficiază străvechiul cult al casei, al bărbatului și al femeii sale (...) O constatare utilă care se poate extrage de aici este aceea că lumea romanului lui George Bălăiță, pusă sub semnul cantității și al amorfului, este o lume nediferențiată (social, psihologic), de o promiscuitate vitală, primară și grotescă. Este mai în general lumea și a altor romane contemporane, de n-ar fi să numesc decât Vânătoarea regală. Eroul a încetat să mai fie propriu vorbind individul, deși protagoniștii nu lipsesc: eroul a devenit masa. Aproape fără excepție scenele memorabile au în centru o colectivitate care își îneacă indivizii componenți. Într-un fel, o parte a romanelor postbelice reînnoadă cu o tradiție a colectivismului pe care ionicul, mult mai interesat de individualități, o suprimase temporar. Delirul sau Apa sunt, de la titlu, asemenea romane în care psihoza contează mai mult decât psihologia și al căror erou colectiv provine adesea din subsolurile sociale. Moromeții era încă atașat viziunii dorice în care grupul uman mai păstra un sens al ordinei, de exemplu ordinea familială. Tot așa, Groapa descria un mediu anumit, existent separat de restul societății sau, mai exact, în marginea ei, de unde o agresa. în Lumea în două zile sau în Vânătoarea regală ne aflăm într-un moment final al acestei agresiuni, când anonimizarea eroilor a fost desăvârșită de acțiunea corozivă a anomiei sociale. Oricât am dori, nu putem cu adevărat identifica eroi memorabili în astfel de romane în care domnia colectivități pare tiranică, absolută”. 
„Adevăratul mesaj al lui George Bălăiță se află nu în ce spune, ci în cum spune și constă poate într-o nesfârșită bucurie că lumea există.” (Alex Ștefănescu)
„Nu s-ar zice, citindu-i frazele sprintene, pline de vervă și de umor (cu destulă autoironie), debitate cu un fel de spontaneitate a scepticismului de sine, că George Bălăiță e de fapt un maximalist, de nu chiar un fundamentalist al literaturii. Dar un fundamentalist cu religia mai degrabă ascunsă sub nonșalanță decât exhibată.” (Al. Cistelecan)
”George Bălăiță face parte din familia prozatorilor care preferă ordinii superficiale a lumii un act pur «terorist», de dezmembrare, o acțiune ce aruncă în aer absolut tot sistemul în care ne angrenăm automat, dintr-o pornire de autoconservare. S-a vorbit foarte mult despre simetria pe care este lipită carnația romanului Lumea în două zile, despre umorul, ironia – în principal gogoliana – acestei proze, dar mult prea puțin despre gestul destabilizator simbolizat de această proză. Este clar ca numai un eveniment major ne poate scoate din letargia autosuficientă a vieții, numai filtrul violenței, al durerii, ne pot readuce în fața ochilor spectogramele care sunt, de fapt, adevăratele date ale existenței” (Bogdan Alexandru-Stănescu).
„În Lumea în două zile, istoria realistă și fantastică, minuțioasă și complexă, de o originalitate stranie, dar și cu relevanță general-umană, a funcționarului Antipa, depățeste granițele a ceea ce numim specific național – după cum depășește, prin tematica, problematica și pregnanța estetică, anii grei în care a fost scrisă” (Daniel Cristea-Enache).
”Rareori un roman atât de savant elaborat, geometric construit pe axa cosmică a solstițiilor (21 decembrie și 21 iunie), care reușește să păstreze intacte sursele vitale, farmecul și seducția povestirii eterne. Aproape nimic din ce este viu, așadar veșnic amenințat de moarte, nu lipsește din această carte. Un erotism secret pătrunde frenetic în natura lucrurilor. Fantasticul transfigurează banalul. Tragicul se consumă în grotesc.” (Stelian Țurlea)
”Opera lui George Bălăiță poate fi judecată exclusiv după cât s-a publicat, ci doar după întregul său scris, cel văzut, dar mai cu seamă cel nevăzut, acela căruia are superstiția de a-i menține freamătul și respirația bine zăvorâte în increat. S-a vorbit mult despre tehnicile, nenumăratele tehnici puse la bătaie în alcătuirea acestei proze. Dar nimeni nu a observat că toate nu sunt decât consecința somatică a unei îndelungi, a acelei îndelungi deliberări, făcută din preparații și clarificări, nicidecum un scop în sine. Partea ascunsă, nevăzută, își caută singură  tiparele, iar autorul nu face decât să aștepte cu răbdare asiatică ivirea, întruparea acestora. O gestație și o facere continuă. De aceea ce se vede la lumina din proza lui George Bălăiță e doar o mică parte, un mic fragment al lumii care se scrie întruna”. (Nicoleta Sălcudeanu)
”Viguros prozator modern, oferindu-⁠și lungi pauze, George Bălăiță nu are rădăcina debilitată prin cultism. Romancierul nu îmbrățișează o formulă canonică: el vrea și lirism freatic și istorism vizionar și sociologism catalizant. Cu întârșii livrești, proza sa nu respectă structurile prestabilite; povestirea dă sens curgerii timpului, dar repetă haosul viului, încâlceala polimorfului, încercând a stăpâni universul prin cuvânt, repudiind, însă, fixarea. George Bălăiță s-⁠a statornicit, totuși, în iluzia cea mai cuprinzătoare: romanul. În colecția de titluri aparținând generației, contribuția lui nu e atât cantitativă, prozatorul publicând cu zgârcenie. Dar la George Bălăiță plăcerea experimentului întrece, se pare, pe cea a povestirii. El se vrea un nou romancier, efectul acestei proze, sfidând „amorul cititorului pentru formă și fizică”, creând, previzibil, și un nou cititor”. (Adrian Dinu Răchieru)
„Îmi place să cred că tot ce scriu (chiar și o scrisoare ocazională) este un exercițiu de proză. Păstrat sau aruncat la coș. Ținta este una singură: arta-prozei. La care (fără să știu, cam asa cum vorbea franțuzește monsieur Jourdain!) trudeam de mult. Sugestia, dar și „expresia“, vin din Pessoa. Proza, crede el, este „maximă“, peste muzică și poezie. Așadar, o proză elaborată, un „sistem“ care include toate genurile literare. Dacă nu cumva le desființează! Mi-ar plăcea să fiu citit în grila asta. Nu propun un model, doar îmi exprim propria natură. Natura mea îmi forțează mâna, mă ispitește să observ și să „notez“ tot. Sistemul mă obligă să aleg ce trebuie. Câteodată îmi iese! Arta prozei nu este o judecată de valoare. Este doar un test de rezistență (...) Lumea în două zile  este o construcție riguros geometrică. Rece, ermetică, de nepătruns. Cel puțin, așa am gândit-o eu. Imaginarul dă însă năvală, un fel de tsunami din calea căruia, în cele din urmă, trebuie să fug, să mă ascund. Ramâne ce se citește! Ludicul este parte din sistemul meu de apărare. Sunt Berbec. Nu-mi place să fiu prins cu garda deschisă. Se întâmplă însă, mai ales atunci când cred că nimic nu mă poate atinge. Câștigul la puncte este mai elegant, mai omenos, este de fapt un demers împotriva violenței. Nu aș fi eu, dacă n-aș spune-o: Au existat adversari pe care cu o rea plăcere i-am văzut la podea, numărați până la 30! În tinerețe, mergea. M-am lăsat însă de box! De multișor. Spectacolul continuă să-mi placă”. (George Bălăiță despre George Bălăiță)

## Volume de proză scurtă
- Călătoria (1964)
- Conversând despre Ionescu (1966)
- Întâmplări din noaptea soarelui de lapte (1968)
- Gulliver în țara nimănui (1994)
- Câinele în lesă (interviuri) (2004)
- Marocco I-II (2011)

## Romane
- Lumea în două zile (1975, opt ediții până în 2015)
- Ucenicul neascultător (1977)
- Nopțile unui provincial (1983)
- Învoiala (2016)

## Distincții
- Ordinul național „Steaua României” în grad de Cavaler (1 decembrie 2000) „pentru realizări artistice remarcabile și pentru promovarea culturii, de Ziua Națională a României”[13]

## Legături externe
- George Bălăiță: Nu mă tem de timp și nici nu-l pun la îndoială - 14 iunie 2008, Amos News
- Răzvan Voncu, Bălăiță, publicist și povestitor - „România literară”, nr. 24/2012; http://www.romlit.ro/george_bli_publicist_i_povestitor Arhivat în 12 aprilie 2016, la Wayback Machine.
- Nicoleta Sălcudeanu, Până unde poate glumi literatura - „Cultura”, nr. 299/2000; http://revistacultura.ro/nou/2010/11/pana-unde-poate-glumi-literatura-i/ Arhivat în 8 octombrie 2013, la Wayback Machine.
- Marius Mihet, George Bălăiță și vocația ambiguității - „România literară”, nr. 17/2015: http://www.romlit.ro/george_bli_i_vocaia_ambiguitii Arhivat în 2 martie 2016, la Wayback Machine.
- Vasile Spiridon, Conversând despre Bălăiță - „Ateneu”, nr. 2/2012
- Nicolae Manolescu, Drăcușorul cel păcătos - nr. 21/2016: http://www.romlit.ro/drcuorul_cel_pctos Arhivat în 29 iulie 2016, la Wayback Machine.
- Adrian Dinu Răchieru, George Bălăiță și demonul povestirii - „Contemporanul”, nr. 1/2015: http://www.contemporanul.ro/modele/adrian-dinu-rachieru-george-balaita-si-demonul-povestirii.html
- Eugen Negrici, Literatura română sub comunism - București, Editura Fundației Pro, 2002;
- Alex. Ștefănescu, George Bălăiță la o nouă lectură - „România literară”, nr. 27/2004; http://www.romlit.ro/george_blia Arhivat în 18 octombrie 2016, la Wayback Machine.
- Marius Mihet, Falsa gâlceavă - ”România literară”, nr. 23, iunie 2016.http://www.romlit.ro/falsa_glceav
- Gabriela Gheorghisor, Pecetea lui George Bălăiță - „Ramuri”, nr. 5/2016.http://revistaramuri.ro/index.php?id=3388&editie=118&autor=de%20Gabriela%20Gheorghi%26%23537%3Bor
- Bogdan Alexandru-Stănescu, În anticamera neantului - „22”, 19 aprilie 2005; http://revista22.ro/1675/.html

## Vezi și
- Lista membrilor Comitetului Central al Partidului Comunist Român